# Église de Scherzligen
L’église de Scherzligen ((de) Scherzligkirche) est un édifice religieux situé à Thoune, en Suisse. Attestée par les documents depuis l’époque carolingienne, elle est un ancien lieu de pèlerinage sous le vocable de Marie. La paroisse est membre des Églises réformées Berne-Jura-Soleure.

## Situation
L’église est implantée sur la rive de l’Aar, près de sa sortie du lac de Thoune. Au sud, se trouve le domaine contigu du château de Schadau, ainsi que, au sud-ouest, le panorama de Thoune. L’église de Scherzligen est parfaitement orientée sur le lever du soleil le 21 juin, la journée la plus longue de l’année.

## Histoire
Un lieu de culte a pu se trouver à cet emplacement dès l’Antiquité, à en croire la découverte d’un as de Trajan de l’an 103, et d’un sesterce de Trajan de l’an 114, ou encore d’une monnaie de Magnus Maximus des années 383-388. Durant l’Antiquité tardive, un mausolée à tombe double, avec memoria, a été établi ici au Ve et VIe siècles, puis la première église de Scherzligen a été construite à l’emplacement de ce monument.
Scherzligen est l’un des plus anciens sites du canton de Berne mentionnés par les sources. En 760/761, Heddon, évêque de Strasbourg, donne l’église de Scherzligen ((la) Scartilinga seu Biberussa) au couvent d’Ettenheim, dans le Bade-Wurtemberg. On ignore si Biberussa évoque une seconde église, comprise dans la donation.
En 933, Rodolphe II de Bourgogne (mort en 937) aurait édifié douze églises autour du lac de Thoune, dont celle de Scherzligen (Chronique Stättlingen, par Elogius Kiburger, 1456). Il pourrait s’agir de la reconstruction de la nef et de son abside romane, qui remonte bien au Xe siècle-XIIe siècle. À en juger par l’archéologie, la tour du clocher date du deuxième tiers du IXe siècle.
Après 1100, les laïcs ont été séparés du clergé, on a donc établi un chancel de 80 cm, surélevé par la suite jusqu’à une hauteur de 155 cm. En 1272, l’église de Scherzligen passe au couvent d’Interlaken. La peinture murale illustrant la mort de Marie a été réalisée vers 1400 ; d’autres décors peints sur les murs nord et sud de la nef datent des années 1440-1469. Un grand tabernacle a été établi après 1453. Les charpentes de la nef et du chœur datent de 1464-1469. Un petit orgue est signalé dès 1514. Les peintures de la façade ouest ont été refaites en 1523.
Après la Réforme bernoise, des aménagements ont eu lieu de 1528 à 1534, destinés à rendre ce lieu de pèlerinage moins attractif. Les autels et l’orgue ont été supprimés, le tabernacle muré, le sépulcre démantelé. Mais on y installe les bancs-poutres encore existants, les fidèles étant appelés à venir écouter la Parole.
En 1819, s’ouvre la place d’armes de Thoune. Les officiers catholiques réclamant un lieu de réunion, l’État de Berne leur laisse le chœur de l’église de Scherzligen, où les fenêtres sont murées tandis que l’on y établit un autel. La nef, en revanche, reste protestante et l’on y déplace les fonts baptismaux.
Vers 1850, le château de Schadau est reconstruit, mais l’église voisine est maintenue. En 1878, le cimetière est cependant déplacé dans le quartier du Schoren à Thoune, les possesseurs de Schadau étant dérangés par la cloche des morts. Selon une autre tradition, le personnel du château, à chaque enterrement, aurait interrompu son travail par respect et pour assister à la cérémonie.
En 1909, le chœur est rendu à la paroisse de Strättligen.
Aujourd’hui, outre les services religieux dominicaux, l’église de Scherzligen reçoit à nouveau des pèlerins. Mais elle est surtout appréciée pour les mariages.

Scherzligen - Collection Max van Berchem, vers 1900.
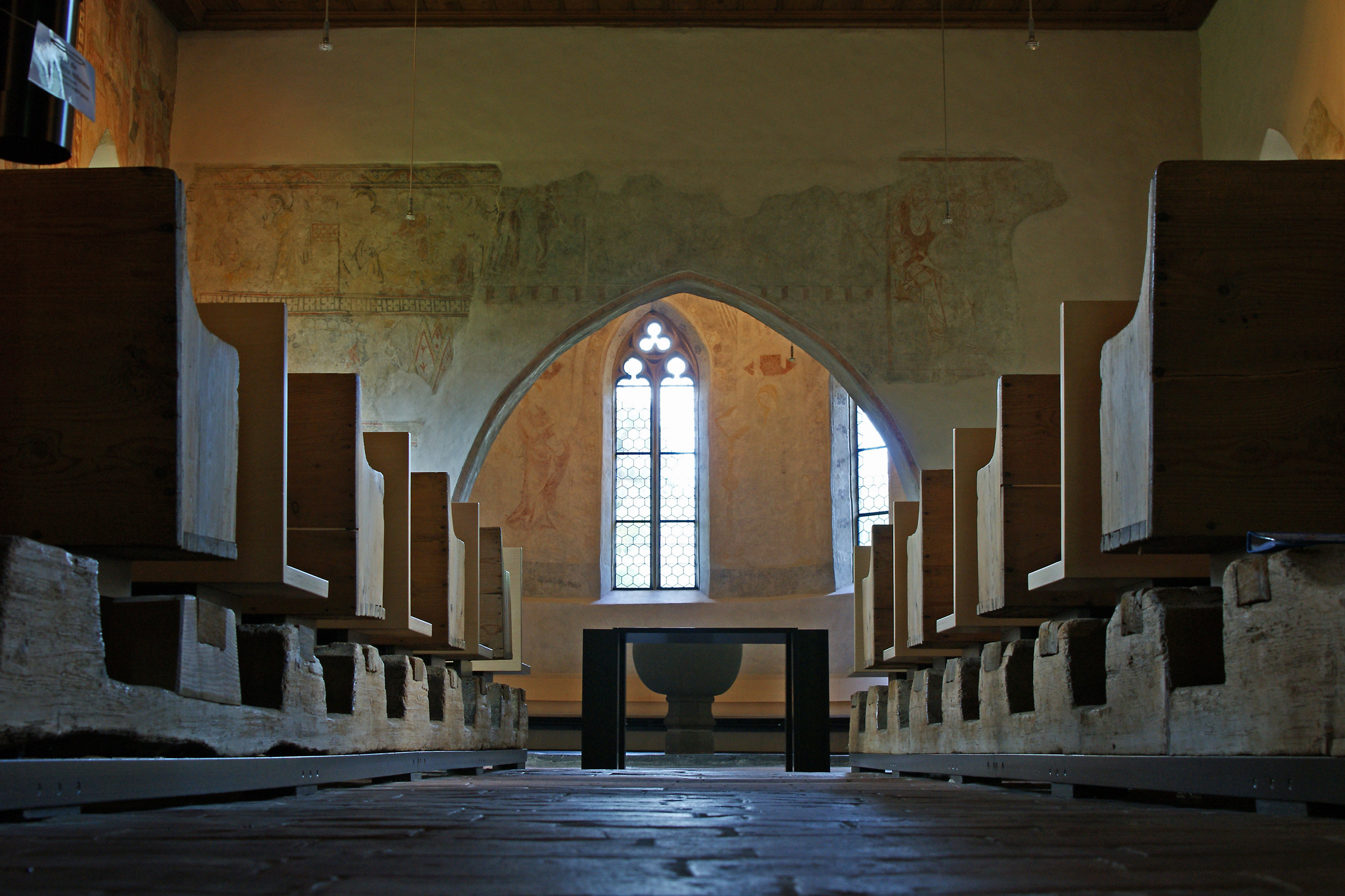
Scherzligen, vue vers le chœur.
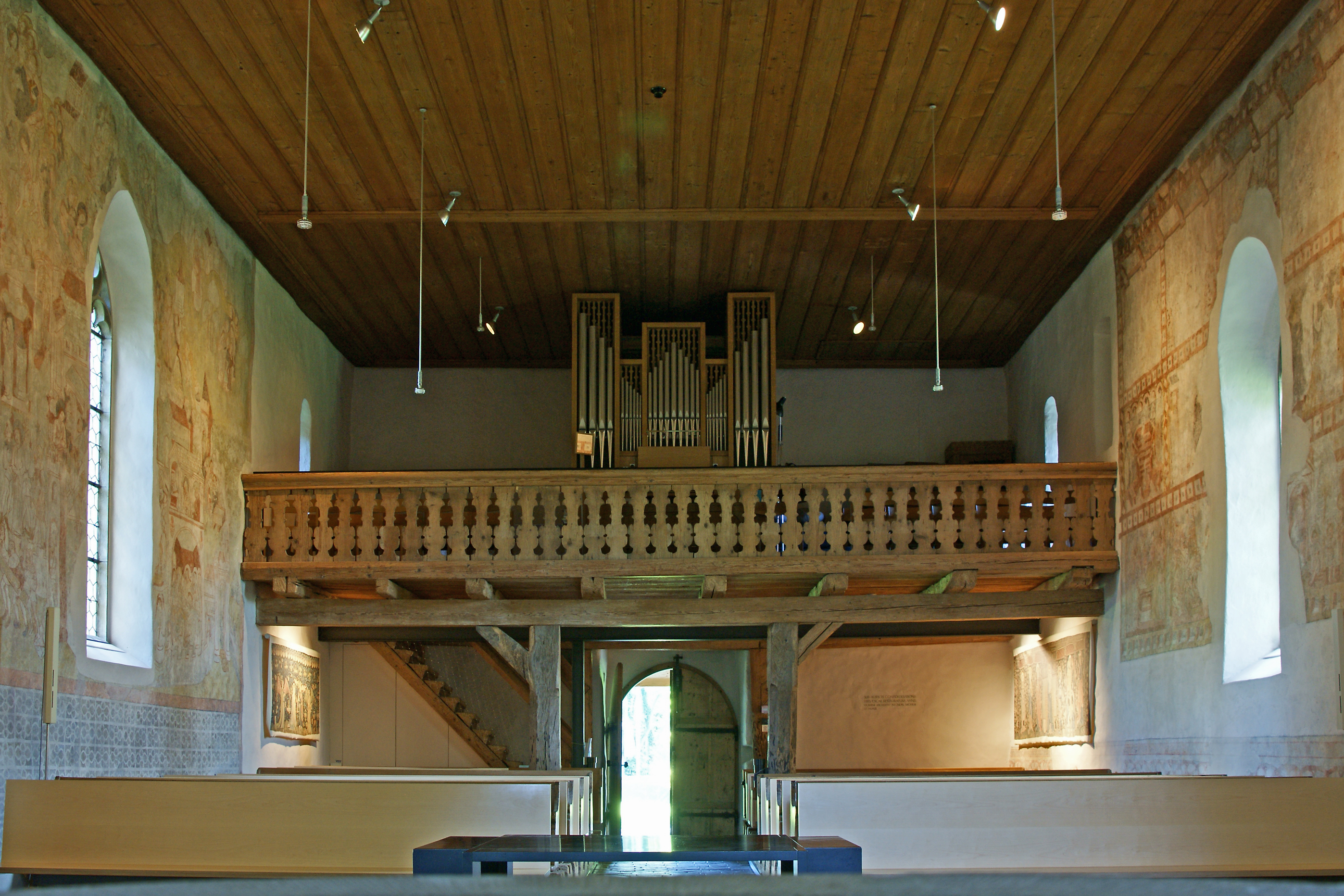
Scherzligen vue vers la tribune.

## Architecture
L’arc triomphal, séparant la nef et le chœur, a été établi vers 1275, à l’époque des Croisades. Les plus anciennes peintures murales datent aussi de cette époque. Le chœur polygonal a remplacé l’abside romane vers 1378-1380, on en a alors orné les murs de peintures et doté la voûte de vases acoustiques. En 1389, Gerhard de Berne offre la croix dorée qui orne encore la toiture surélevée du chœur, et la même année, un incendie détruit la nef et sa charpente, cette dernière étant reconstruite en 1391.
En 1570, ont lieu d’importants travaux : le sol ancien est remplacé par les carreaux actuels de terre cuite, et l’on remplace aussi les fenêtres de la nef et du chœur, dotés de deux vitraux armoriés. Une tempête en 1612-1613 balaie la toiture du clocher, et en 1657 la foudre fait fondre deux cloches. En emplacement, Scherzligen obtient une vieille cloche du couvent d’Interlaken. Le porche est ajouté en 1707, de même que la tribune. L’église est rénovée en 1757-1758, ce dont témoignent encore les marques de pic dans les fresques du chœur. La dernière grande restauration a eu lieu en 2002-2003 ; l'architecte Kurt Siegrist a renouvelé le mobilier dans la nef et le chœur.

## Décors peints
De précieux décor peints, vers 1380, ont été redécouverts lors des travaux de restauration. Dans le chœur, près de la fenêtre sud, Vierge à l'Enfant sur un croissant de lune, entourée de rayons, au-dessus de saint Jean l'Évangéliste à son écritoire. Vers la fenêtre axiale, scène de l'Annonciation, avec Marie à son lutrin, au-dessus, Dieu le Père avec l'Enfant Jésus, à droite en bas, une petite figure de donateur et, en face, l'Ange Gabriel.
Sur l’arc triomphal, nord, côté chœur, fragments illustrant la vie de Sainte Catherine d’Alexandrie, décor à dominante jaune et rouge, délimité par un épais trait noir. Nord, côté nef, saint Maurice et la Légion thébaine. Arc triomphal sud, côté nef, mort de Marie, peu après 1400.
Sur la paroi sud de la nef, illustration en grand format de la passion du Christ, avec des scènes se passant à l’intérieur, et hors les murs de Jérusalem, composition évoquant les jeux médiévaux de la Passion (attribuable au peintre Pierre de Berne, mort en 1469).
Sur la paroi nord trois bandes peintes superposées. La bande supérieure est aujourd'hui illisible. Celle du milieu illustre la vie de Marie (après 1500) et celle du bas illustre des scènes légendaires de la vie de Jésus (attribuable à Pierre, peintre de Berne). Ajouté à ces trois bandes décoratives, une grande scène illustrant, devant les portes de Jérusalem, Marie et Jean revenant de la mise au tombeau, signée des armes de l'artiste et de l'inscription « peter maler von Bern » [Pierre, peintre de Berne] (avant 1469, année de la mort de ce peintre).
Dans le vestibule, vestiges d’un saint Christophe et d'une Annonciation (début XVIe siècle).

## Éléments constructifs
Les fonts baptismaux semi-sphériques, d'époque romane, aujourd’hui dans le chœur. Les peintures de la nef ont été découvertes en 1922-1923, et en 1989 la tombe double avec mausolée. L'église comprend divers élément particulièrement remarquables :
- Plus ancien clocher du canton de Berne. Initialement une tour indépendante, du IXe siècle.
- Dans le chœur, plus anciens remplages en molasse du canton de Berne (enduit original de couleur ocre).
- Plus ancien plafond en bois du canton de Berne (couverture originale de 1380).
- Les plus longs bancs-poutres du canton de Berne (établis en 1534, les montants de la rangée nord mesurent 10 m, ceux de la rangée sud 7,50 m.